# L'home del llavi tort
L'home del llavi tort (anglès: The Man with the Twisted Lip) , una de les 56 històries breus de Sherlock Holmes escrites per Sir Arthur Conan Doyle, és la sisena de les dotze històries de Les aventures de Sherlock Holmes. La història es va publicar per primera vegada a la revista Strand Magazine el desembre de 1891. Doyle va classificar "The Man with the Twisted Lip" el setze lloc en una llista de les seves dinou històries preferides de Sherlock Holmes.

## Resum de la trama
La història comença quan una amiga de la dona del doctor Watson arriba a casa del Watson, frenètic perquè el seu marit, addicte a l'opi, ha desaparegut. Watson l'ajuda a treure'l del cau d'opi i l'envia a casa. Watson es sorprèn de trobar que Sherlock Holmes també hi és, disfressat i intentant obtenir informació per resoldre un cas diferent sobre un home que ha desaparegut. Watson es queda per escoltar a Holmes explicar la història del cas de Neville St. Clair.
St. Clair és un home pròsper, respectable i puntual. La casa de la seva família és al camp, però ell visita Londres cada dia per negocis. Un dia que el senyor St. Clair era a Londres, la senyora St. Clair també va anar a Londres per separat. Va passar per Upper Swandam Lane, un "carreró vil" prop dels molls de Londres, on hi ha el cau d'opi. Alçant la mirada, va veure el seu marit a la finestra del segon pis del cau d'opi. Va desaparèixer immediatament per la finestra i la senyora St. Clair estava segura que alguna cosa no passava.
Va intentar entrar a l'edifici; però el seu pas va ser bloquejat pel propietari de l'opi, un lascar. Va anar a buscar la policia, però no van trobar el senyor St. Clair. L'habitació darrere de la finestra era el cau d'un captaire brut i desfigurat, conegut per la policia com Hugh Boone. La policia estava a punt d'escriure la seva història com un error d'alguna mena quan la senyora St. Clair es va adonar d'una caixa de maons de joguina de fusta que el seu marit va dir que compraria per al seu fill. Una altra recerca va trobar part de la roba de St. Clair. Més tard, el seu abric, amb les butxaques farcides de centenars de penics i mig penics, va ser trobat a la riba del riu Tàmesi, just sota la finestra posterior de l'edifici.
Hugh Boone va ser arrestat immediatament, però no va dir res, llevat de negar qualsevol coneixement de St. Clair. També es va resistir a qualsevol intent de fer-lo rentar. Holmes inicialment estava força convençut que St. Clair havia estat assassinat i que Boone estava implicat. Així va investigar el cau disfressat. Ell i Watson tornen a casa de St. Clair, per sorpresa. Són diversos dies després de la desaparició; però aquell dia la senyora St. Clair havia rebut una carta del seu marit amb la seva pròpia lletra, amb l'anell de noces tancat, dient-li que no es preocupés. Això obliga a Holmes a reconsiderar les seves conclusions, la qual cosa el porta finalment a una solució extraordinària.
Holmes i Watson van a la comissaria de policia on està detingut Hugh Boone; Holmes porta una esponja de bany en una bossa Gladstone. Trobant Boone adormit, Holmes renta la cara bruta de la Boone adormida, revelant que en realitat es tracta d'en Neville St. Clair.
El senyor St. Clair porta una doble vida, com a home de negocis respectable i com a captaire. En la seva joventut, havia estat actor abans de convertir-se en reporter d'un diari. Per investigar un article, s'havia disfressat de captaire durant un curt període, i va poder recollir una quantitat sorprenent de diners a causa d'un conjunt d'habilitats poc comuns als captaires; les habilitats del seu actor li van permetre emular un personatge més simpàtic amb el maquillatge, a més d'oferir un repertori de diàlegs enginyosos amb els quals entretenir els transeünts per obtenir monedes; era tant un intèrpret de carrer com un captaire. Més tard, va ser carregat amb un gran deute, i va tornar al carrer per demanar durant diversos dies per pagar-lo. El seu sou al diari era mins i, temptat pels rendiments molt més grans de la mendicitat, finalment es va convertir en un captaire "professional". Els seus ingressos van ser prou grans perquè va poder establir-se com a cavaller de camp, casar-se bé i formar una família respectable. La seva dona i els seus fills no van saber mai què feia per guanyar-se la vida i, quan el van arrestar, tenia més por de l'exposició que de la presó o la forca. Però no hi ha assassinat, així que és alliberat, i Holmes i la policia acorden mantenir el secret del Sr. St. Clair mentre no se'n sàpiga més parlar d'Hugh Boone.

## Punts d'interès
Alguns consideren que la capacitat de St. Clair de guanyar-se la vida mendicant és un esdeveniment poc probable, però d'altres no estan d'acord.
Doyle podria haver tingut la idea d'un home professional fent els seus diners de la mendicitat d'un conte de William Makepeace Thackeray anomenat "El marit de la senyoreta Shum" (1838).
El matí que es resol el misteri, Watson es desperta cap a les 4:25 del matí, però es diu que el sol d'estiu ja brilla.
En un punt d'interès de l'univers, l'esposa de Watson, Mary, l'anomena amb el nom de "James" tot i que el seu primer nom establert és "John". Això va fer que Dorothy L. Sayers especulés que Mary podria estar fent servir el seu segon nom Hamish (una anglinització de "Sheumais", la forma vocativa de "Seumas", la forma en gaèlic escocès per a James), tot i que el mateix Doyle mai no aborda això més enllà d'incloure la inicial.

## Historial de publicacions
"The Man with the Twisted Lip" es va publicar per primera vegada al Regne Unit a The Strand Magazine el desembre de 1891, i als Estats Units a l'edició nord-americana del Strand el gener de 1892. La història va ser publicada amb deu il·lustracions de Sidney Paget a The Strand Magazine. Va ser inclòs a la col·lecció de contes Les aventures de Sherlock Holmes, que es va publicar l'octubre de 1892.

## Adaptacions

### Cinema i televisió
Una versió de curtmetratge mut de la història titulada The Man with the Twisted Lip es va estrenar el 1921. Es va fer com a part de la sèrie de pel·lícules Stoll protagonitzada per Eille Norwood com Holmes.
El 1951, Rudolph Cartier va produir una adaptació titulada The Man Who Disappeared. Aquesta adaptació va ser un pilot per a una proposta de sèrie de televisió protagonitzada per John Longden com Holmes i Campbell Singer com Watson.
El 1964, la història es va adaptar a un episodi de la sèrie de la BBC Sherlock Holmes protagonitzada per Douglas Wilmer i Nigel Stock, amb Peter Madden com a inspector Lestrade i Anton Rodgers com Neville St Clair. L'adaptació va desenvolupar l'habilitat atribuïda a St Clair en la repartida mostrant-li citant dels clàssics, inclòs Shakespeare.
Granada Television també va produir una versió el 1986, adaptada per Alan Plater com a part de la seva sèrie de televisió The return of Sherlock Holmes, protagonitzada per Jeremy Brett i Edward Hardwicke, amb Denis Lill com a inspector Bradstreet, Clive Francis com a Neville St. Clair i Albert Moses com el Lascar.
Un episodi de la sèrie de televisió animada Sherlock Holmes al segle XXII es va adaptar de la història. L'episodi, titulat "The Man with the Twisted Lip", es va emetre l'any 2000.
L' episodi de Sherlock del 2014 "His Last Vow" comença amb Sherlock sent trobat en un cau de drogues per John, que recorda l'escena del cau d'opi d'aquesta història.

### Ràdio
Edith Meiser va adaptar la història com a episodi de la sèrie de ràdio nord-americana  The Adventures of Sherlock Holmes, que es va emetre el 24 de novembre de 1930, protagonitzada per Richard Gordon com Sherlock Holmes i Leigh Lovell com el Dr. Watson. Els remakes del guió es van emetre el 12 de maig de 1935 (amb Louis Hector com a Holmes i Lovell com a Watson) i el 22 de febrer de 1936 (amb Gordon com a Holmes i Harry West com a Watson).
Meiser també va adaptar la història com a episodi de la sèrie de ràdio nord-americana The New Adventures of Sherlock Holmes, amb Basil Rathbone com a Holmes i Nigel Bruce com a Watson, que es va emetre el 23 d'octubre de 1939. Altres episodis de la mateixa sèrie que van ser adaptats de la història emesa el 1940, 1943, 1944, i 1946 (amb Frederick Worlock com a Neville St Clair i Herbert Rawlinson com a inspector Bradstreet).
Una adaptació radiofònica es va emetre al BBC Light Programme l'any 1959, com a part de la sèrie de ràdio 1952–1969 protagonitzada per Carleton Hobbs com Holmes i Norman Shelley com Watson. Va ser adaptat per Michael Hardwick.
"The Man with the Twisted Lip" va ser dramatitzat per Peter Mackie per a la BBC Radio 4 el 1990, com a part de la sèrie de ràdio 1989–1998 protagonitzada per Clive Merrison com Holmes i Michael Williams com Watson.
La història va ser adaptada com a episodi de The Classic Adventures of Sherlock Holmes, una sèrie del programa de ràdio nord-americà Imagination Theatre, amb John Patrick Lowrie com a Holmes i Lawrence Albert com a Watson. L'episodi es va emetre per primera vegada el 2012.